# 2388 Gaze
2388 Gaze è un asteroide della fascia principale avente un diametro di 6,531 km. Scoperto nel 1977, presenta un'orbita caratterizzata da un semiasse maggiore pari a 2,4484064 au e da un'eccentricità di 0,1826483, inclinata di 2,21608° rispetto all'eclittica. Mostra un periodo di rotazione di 26,3 ore e un'albedo di 0,131.
L'asteroide era stato inizialmente battezzato 2388 Gase per poi essere corretto nella denominazione attuale.
L'asteroide è dedicato all'astronoma russa Vera Fëdorovna Gaze che ha lavorato nell'Osservatorio di Pulkovo.